# La Antigua, San Luis Potosí
La Antigua är en ort i Mexiko.   Den ligger i kommunen Ciudad Valles och delstaten San Luis Potosí, i den centrala delen av landet, 270 km norr om huvudstaden Mexico City. La Antigua ligger 113 meter över havet och antalet invånare är 279.
Terrängen runt La Antigua är kuperad västerut, men österut är den platt. Runt La Antigua är det ganska tätbefolkat, med 52 invånare per kvadratkilometer. Närmaste större samhälle är Ciudad Valles, 13,8 km nordost om La Antigua. Omgivningarna runt La Antigua är en mosaik av jordbruksmark och naturlig växtlighet.